# Natalie Nougayrède
Natalie Nougayrède, née le 29 mai 1966 à Dijon, est une journaliste française, spécialiste des questions internationales, notamment de l'Europe orientale et de l'espace post-soviétique ; elle est directrice du journal Le Monde de mars 2013 à sa démission le 14 mai 2014. Elle rejoint l'équipe du Guardian en octobre 2014.

## Biographie
En raison des mutations professionnelles de son père ingénieur, Natalie Nougayrède effectue sa scolarité dans différents pays, notamment le Royaume-Uni et le Canada, fréquentant des établissements bilingues français-anglais. Elle apprend aussi le russe durant son séjour au Canada.

### Libération
Diplômée de l’Institut d’études politiques de Strasbourg (1988) et du Centre de formation des journalistes de la rue du Louvre à Paris (1990), elle commence sa carrière en 1991 comme correspondante de Libération et de la BBC en Tchécoslovaquie ; elle est ensuite correspondante de Libération et de RFI. 
En 1995, elle devient rédactrice pour les pages Portraits de Libération.

### Le Monde
En 1996, elle entre au journal Le Monde : d'abord pigiste en Ukraine et en Russie, elle devient correspondante à Moscou, puis correspondante diplomatique. 
En 2004, elle obtient le prix de la Presse diplomatique,.
En 2005, elle est lauréate du prix Albert-Londres pour ses reportages en Tchétchénie et sur la prise d’otages dans l’école de Beslan.

### Directrice duMonde
Le 1er mars 2013, elle est élue directrice du journal Le Monde avec 79,4 % des voix de la Société des rédacteurs, après avoir été proposée à ce poste par les trois actionnaires du journal, Pierre Bergé, Xavier Niel et Matthieu Pigasse. Elle succède ainsi à Érik Izraelewicz, décédé le 27 novembre 2012. 
La nomination de Natalie Nougayrède, pour un mandat de 6 ans, à la direction du Monde et comme membre du directoire en tandem avec Louis Dreyfus, président de ce dernier, est validée par le conseil de surveillance du groupe à l'unanimité, le 6 mars 2013. Dans un communiqué, il est précisé que tous deux « doivent placer la révolution numérique au cœur de leurs mandats ».
En février 2014, un mouvement de contestation est déclenché dans le journal par l'annonce d’un plan de mobilité prévoyant le passage vers la version numérique d’une cinquantaine de postes et la suppression d'un certain nombre de rubriques (Logement et exclusion, Economie sociale et solidaire, Banlieue...). Contestant la stratégie et le mode de gouvernance de leur directrice, sept rédacteurs en chef du Monde et du Monde.fr  dėmissionnent de leurs fonctions début mai. Natalie Nougayrède tente ensuite de désamorcer la crise en lâchant ses deux adjoints, Vincent Giret et Michel Guerrin, qui cristallisaient le mécontentement,.
Le conflit, né d'un plan social drastique et de réformes jugées trop rapides et trop floues concernant le numérique et le développement d'une nouvelle version de l'édition papier, se greffe sur les méthodes d’une directrice jugée « autarcique » et « rigide » par ses détracteurs.
Le 14 mai, à la suite d'un bras de fer avec la rédaction et une absence de soutien des actionnaires, Natalie Nougayrède démissionne de son poste de directrice du Monde,. Dans un texte envoyé à l’AFP, elle explique n’avoir « plus les moyens d’assurer en toute plénitude et sérénité » ses fonctions.
À sa décharge, Libération relaie les propos d'un syndicaliste : « Tout se cristallise sur Natalie Nougayrède alors qu’ils étaient deux dans le directoire, avec Louis Dreyfus. Elle a été mauvaise pour vendre les réformes, mais ils ont été deux pour les concevoir ».

### Départ duMonde
Elle annonce le 9 septembre 2014 qu'elle quitte le journal. Elle rejoint The Guardian où elle devient éditorialiste et commentatrice sur l'actualité internationale à partir d'octobre 2014,.

## Publications
- Les oligarques et le pouvoir : la redistribution des cartes, in Pouvoirs no 112[20]